# Jean-Claude Dauphin

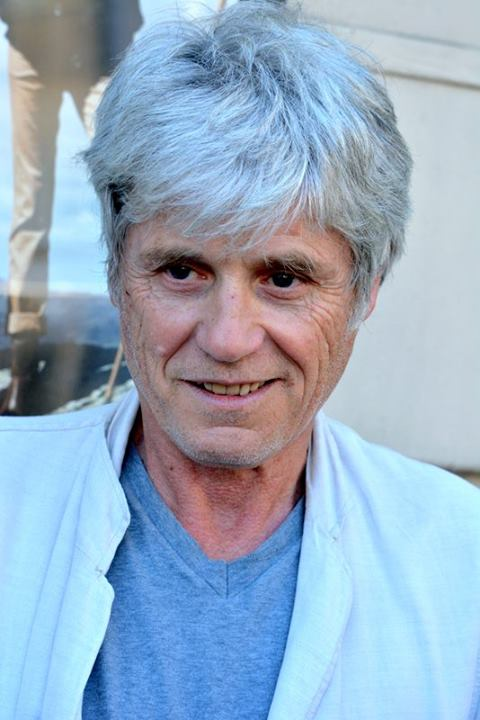
Jean-Claude Dauphin (2013)

Jean-Claude Dauphin (* 16. März 1948) ist ein französischer Schauspieler.

## Leben und Wirken
Sein Debüt gab der Sohn des Schauspieler-Ehepaares Claude Dauphin und Maria Mauban im Jahr 1968 unter der Regie von Bernard Toublanc-Michel in der Titelrolle von Tanjas Geliebter (Adolphe ou l'âge tendre) mit Ulla Jacobsson und Philippe Noiret. Marcel Cravenne besetzte ihn als Pip in der Charles-Dickens-Verfilmung Les grandes espérances (Die großen Hoffnungen). 1969 spielte er den Verlobten von Claude Jade im Thriller Der Zeuge. Zu jener Zeit, von 1968 bis 1970, waren Jean-Claude Dauphin und Claude Jade ein Paar. 1970 spielte er in Gérard Blains Schwulen-Romanze Die Freunde den Nicolas. Édouard Molinaro gab ihm im selben Jahr die Rolle des Alain neben Annie Girardot und Philippe Noiret in Eine verrückte Familie (La Mandarine), anschließend spielte er mit Yves Montand und Katharine Ross in Philippe Labros Der Zufall und die Gewalt (Bonne Chance). Den endgültigen Durchbruch brachten ihm Bernard Pauls Beau Masque (1972) und die Serie Le secret des flamands (Das Geheimnis des Kupferbechers) (1974) mit Isabelle Adjani. Wie sein Vater arbeitete auch Jean-Claude Dauphin in Hollywood, so in der Disney-Produktion Barry, der Bernhardiner (1977).
In den 1980er-Jahren bekannt mit Gilles Béhats Filmen Dunkle Kanäle (1986), Charlie Dingo (1987) und Le manteau de Saint Martin (1988) und neben Hugh Grant in Champagne Charlie (1989). In Jacques Derays Rückkehr eines Toten abermals mit Montand in dessen vorletztem Film, 1998 neben Isabelle Huppert in Benoît Jacquots Schule des Begehrens.
Ab den 2000er-Jahren spielte er neben wenigen Kinofilmen (Six-Pack – Jäger des Schlächters, Pièces détachées) ausschließlich Fernsehrollen.

## Filmografie (Auswahl)
- 1968: Tanjas Geliebter (Adolphe ou l'âge tendre)
- 1969: Der Zeuge (Le Témoin)
- 1972: Eine verrückte Familie (La mandarine)
- 1974: Die Grashüpfer (Les Faucheurs de marguerites Fernsehserie)
- 1976: Die Herren Dracula (Dracula père et fils)
- 1976: Kommissar Moulin (Commissaire Moulin; Fernsehserie, 1 Folge)
- 1981: Wahl der Waffen (Le Choix des armes)
- 1988: Die unerträgliche Leichtigkeit des Seins (The Unbearable Lightness of Being)
- 1995; Kommissar Navarro (Navarro; Fernsehserie, 1 Folge)
- 1998: Schule des Begehrens (L’École de la chair)
- 2003: Frank Riva (Fernsehserie, 3 Folgen)
- 2004, 2006: La Crim’ (Fernsehserie, 2 Folgen)
- 2008: LOL (Laughing Out Loud)
- 2011: Der Mönch (Le moine) (Erzähler in der französischen Fassung)